# Pumptrack-Weltmeisterschaften 2018
Die Pumptrack-Weltmeisterschaften 2018 fanden am 14. Oktober im US-amerikanischen Springdale statt. Es waren die ersten ihrer Art. Schauplatz war ein anlässlich der Veranstaltung errichteter Pumptrack vor dem Jones Center, einem regionalen Sportzentrum.

## Ablauf
Anfang Februar 2018 riefen Red Bull und die Schweizer Firma Velosolutions eine Pumptrack-Veranstaltungsserie für Männer und Frauen ins Leben. Diese bestand aus etwa 20 weltweit organisierten Wettkämpfen, die als Qualifikation zu einer als Weltmeisterschaft bezeichneten Abschlussveranstaltung dienten. Während Velosolutions die Organisation und teils den Bau neuer Wettkampfstrecken übernahm, trat Red Bull als Namenssponsor auf. Der Radsport-Weltverband UCI war nicht involviert, beschloss aber auf seinem Kongress im September 2018 die Aufnahme von Pumptrack in sein Programm und beteiligte sich ab dem folgenden Jahr an der Serie.
An den Endläufen am 14. Oktober in Springdale nahmen 26 Frauen und 41 Männer teil. Ein Zeitfahren diente der Erstellung einer Setzliste für die Runde der letzten 16 Frauen und 32 Männer, die anschließend im K.o.-System die weiteren Plätze ermittelten. Die einzelnen Läufe wurden als „Pursuit“ (ähnlich der Einerverfolgung auf der Bahn) ausgetragen, die Fahrer starteten also von zwei unterschiedlichen Punkten der Bahn. Wer zuerst eine volle Runde absolviert hatte, kam weiter. Der dritte Platz wurde extra ausgefahren, die übrigen Fahrer wurden nach erreichter Runde und dann nach ihrer Leistung im Zeitfahren klassiert.
Es war eine Reihe bekannter BMX-Fahrer am Start. Laura Smulders, die amtierende BMX-Weltmeisterin, trat im Regenbogentrikot an (was bei UCI-Weltmeisterschaften nicht zulässig gewesen wäre). Sie schied im Halbfinale gegen ihre Schwester Merel Smulders aus und wurde Dritte, es gewann die Schweizerin Christa von Niederhäusern. Bei den Männern gewann der Schweizer BMX-Meister, David Graf; sein Finalgegner Eddy Clerté war beim Start infolge des Regens aus der Pedale geglitten. Die Sieger erhielten je 6,000 US-Dollar Preisgeld.

## Ergebnisse

### Frauen
| Platz | Name                      | Qualif. |
| ----- | ------------------------- | ------- |
| 1     | Christa von Niederhäusern | 32,65 s |
| 2     | Merel Smulders            | 33,62 s |
| 3     | Laura Smulders            | 33,11 s |
| 4     | Mathilde Bernard          | 33,29 s |
| 5     | Saya Sakakibara           | 33,21 s |
| 6     | Romana Labounková         | 33,45 s |
| 7     | Kialani Hines             | 33,66 s |
| 8     | Jordan Scott              | 33,74 s |

### Männer
| Platz | Name           | Qualif. |
| ----- | -------------- | ------- |
| 1     | David Graf     | 29,49 s |
| 2     | Eddy Clerté    | 29,36 s |
| 3     | Barry Nobles   | 29,91 s |
| 4     | Helvijs Babris | 30,48 s |
| 5     | Adrien Loron   | 29,41 s |
| 6     | Niels Bensink  | 29,82 s |
| 7     | Marc Ducat     | 30,21 s |
| 8     | Collin Hudson  | 30,44 s |